# Pidari
Pidari (nep. पिडारी) – gaun wikas samiti w środkowej części Nepalu w strefie Dźanakpur w dystrykcie Sarlahi. Według nepalskiego spisu powszechnego z 2001 roku liczył on 707 gospodarstw domowych i 4175 mieszkańców (1987 kobiet i 2188 mężczyzn).